# Bögöte
Bögöte é um município da Hungria, situado no condado de Vas. Tem 20,74 km² de área e sua população em 2015 foi estimada em 280 habitantes.